# Mbikiliki
Mbikiliki (ou Mvigiligi) est un village du Cameroun situé dans la région du Sud et le département de l'Océan, sur la route qui relie Lolodorf à Kribi. Il fait partie de la commune de Lolodorf.

## Population
En 1966, la population était de 345 habitants, principalement des Fang. Lors du recensement de 2005, on y dénombrait 475 personnes.